# Ultar Sar
El Ultar Sar (en urdu:آلتر سار), también conocido como Ultar, Ultar II o Bojohagur Duanasir II, es el pico más alto hacia el extremo sudeste de las Batura Muztagh, subcordillera perteneciente a la cordillera del Karakórum. Está ubicado aproximadamente a 10 km al noreste de la localidad de Karimabad, cerca de la carretera del Karakórum, en el valle de Hunza, que forma parte del distrito de Gilgit, en Gilgit-Baltistán, Pakistán.

## Características destacables e historial de escalada

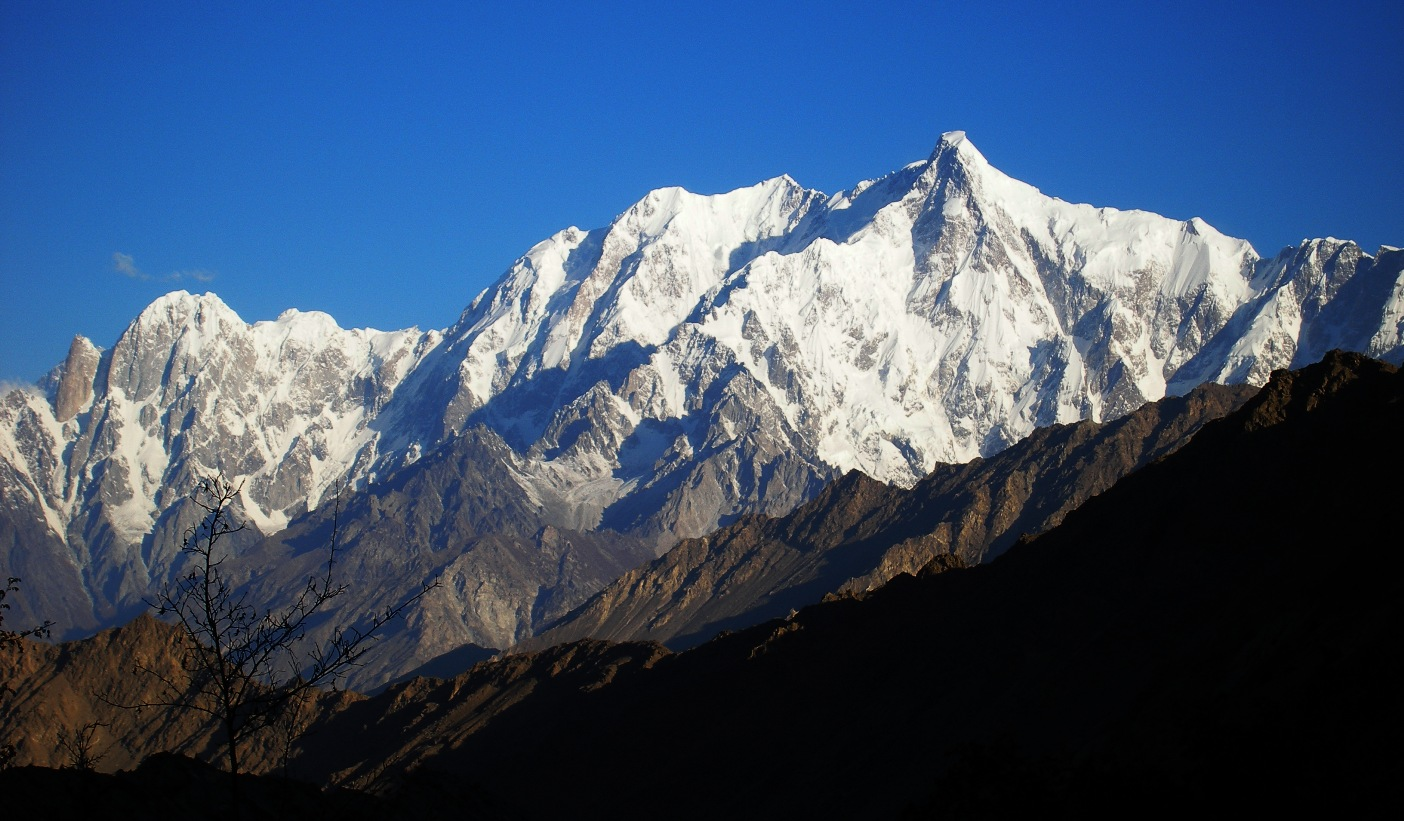
Ultar Sar (derecha), Bojohagur Duanasir (izquierda); Pico Hunza y Bublimotin (lejos a la izquierda)

A pesar de no ser uno de los picos más altos del Karakórum, el Ultar Sar destaca por su dramática elevación sobre el terreno local. Su flanco sur se eleva cerca de 5300 m por encima del río Hunza, cerca de Karimabad, en tan solo 10 km en distancia horizontal. Combinado con su posición estratégica al final de las Batura Muztagh, y rodeado por el río Hunza, el Ultar es un pico visualmente impactante.
El Ultar Sar se ganó la fama en la década de 1990 como supuestamente el pico independiente más alto del mundo sin haber sido escalado. Esto resultó incorrecto, ya que el Gangkhar Puensum, en Bután, es más alto, y permanece sin escalar y fuera de toda posibilidad, ya que desde el año 2003, el gobierno prohibió el montañismo debido a las creencias locales; otros dos picos altos tienen la reputación de mantenerse sin ser escalados y tener una altura independiente. Sin embargo, esa percepción añadió atractivo al pico, y varias expediciones intentaron escalarlo. Durante las décadas de 1980 y 1990, quince expediciones llevaron a cabo intentos sin llegar a la cumbre, además de sufrir fallecimientos entre sus miembros.
Finalmente, en 1996 dos expediciones japonesas hicieron cumbre por separado, la primera el 11 de julio, de la sección Tokai del Club Alpino Japonés liderados por Akito Yamazaki, y la segunda expedición liderada por Ken Takahashi. El primer equipo a la cumbre, conformado por Yamazaki y Kiyoshi Matsuoka (quien falleciera un año después en el pico cercano Bublimotin), escalaron el pico desde el suroeste en estilo alpino, haciendo mucho del esfuerzo de escalada durante la noche para evitar el peligro de rocas sueltas y deslizamiento de hielo. Después de hacer cumbre, enfrentaron fuertes tormentas y varios días en vivac sin alimento alguno antes de regresar al campamento base. Yamazaki falleció por una enfermedad interna después del descenso al campamento base. El 31 de julio, el segundo equipo conformado por Takahashi, Masayuki Ando, Ryushi Hoshino, Wataru Saito, y Nobuo Tsutsumi, hicieron cumbre por la vía de la arista Sur. Una tercera ascensión al pico fue hecha desde el sudeste por el escalador Daniel Akbar acompañado de un escalador británico-pakistaní no identificado. Akbar escaló el pico en estilo alpino usando viejas cuerdas fijas dejadas por una expedición anterior.
El 1 de julio de 2018, pilotos del ejército pakistaní rescataron a dos montañeros extranjeros atrapados por una avalancha de nieve a una altitud aproximada de 5800 m. Los escaladores Bruce Normand y Timothy Miller, de nacionalidad inglesa, fueron rescatados con vida, mientras que su compañero Christian Huber, de nacionalidad austriaca, falleció durante la avalancha.

## Cumbres y glaciares cercanos
El Ultar Sar es el extremo oriental de una arista corta nivelada, cuyo extremo occidental es un pico llamado Bojahagur Duanasir, de 7329 m, escalado en 1984 por una expedición japonesa. Al noroccidente de ambos picos, se encuentra la enorme pirámide del Shispare, de 7611 m. A lo largo de la arista Suroeste del macizo, están el Pico Hunza y la notable aguja de piedra Bublimotin (conocida también como Pico Ladyfinger).
Los glaciares que fluyen por las laderas del macizo son (desde el norte, siguiendo las manecillas del reloj): glaciar de Ghulkin, glaciar de Gulmit, glaciar de Ahmad Abad, glaciar de Ultar, y el glaciar de Hasanabad (muchos de estos tienen otros nombres).